# Bud (kortspel)
Bud är i kortspel en utfästelse om att vinna ett angivet antal stick eller poäng.  Vanligtvis gäller att spelarna ska avge sina bud i tur och ordning och att varje bud måste vara högre än det föregående, enligt den rangskala som gäller i det aktuella spelet. En spelare som inte kan eller vill bjuda över får passa, det vill säga avstå från att avge ett bud. Den som bjudit högst får i regel bestämma spelform (exempelvis vilken färg som ska vara trumf eller om given ska spelas utan trumf).
Exempel på kortspel med budgivning är bridge, beredskap, priffe, rödskägg och vira.